# Pnej Kedem
Pnej Kedem (hebrejsky: פְּנֵי קֶדֶם, anglicky: Pnei Kedem) je malá izraelská osada na Západním břehu Jordánu v distriktu Judea a Samaří a v Oblastní radě Guš Ecion, která je formálně součástí sousední osady Mecad.
Pnej Kedem se nachází v nadmořské výšce cca 920 metrů v severní části Judska a ve východní části Judských hor. Leží cca 13 kilometrů jižně od města Betlém, cca 20 kilometrů jižně od historického jádra Jeruzalému a cca 67 kilometrů jihovýchodně od centra Tel Avivu. Osada Pnej Kedem je na dopravní síť Západního břehu Jordánu napojena pomocí místní komunikace, která pak na severu ústí do lokální silnice číslo 3670, která vede k sousední osadě Mecad.
Pnej Kedem je součástí rozptýlené sítě menších izraelských sídel ve východní části Guš Ecion. Jižním a východním směrem začíná prakticky neosídlená Judská poušť, na severní a východní straně se rozkládají četná palestinská sídla.

## Dějiny
Pnej Kedem leží na Západním břehu Jordánu, jehož osidlování bylo zahájeno Izraelem až po jeho dobytí izraelskou armádou, tedy po roce 1967. V roce 1984 v této oblasti vznikla osada Mecad. V květnu 1992 pak necelý jeden kilometr severovýchodně od vesnice Mecad vznikla izolovaná skupina domů nazvaná Pnej Kedem (též Mecad Bet). Jde formálně stále o součást vesnice Mecad. Podle vládní zprávy z doby okolo roku 2006 zde pobývalo 12 rodin. Zástavbu tvořilo 41 mobilních karavanů a další provizorní stavby. V okolí bylo vysázeno cca 1000 olivovníků. Podle zprávy organizace Peace Now byl Pnej Kedem založen až v říjnu 2000 a k roku 2007 zde žilo 12 rodin. Zástavba sestávala z 37 karavanů a 1 zděné stavby.
Počátkem 21. století nebyla osada pro svou izolovanou polohu ve vnitrozemí Západního břehu Jordánu stejně jako téměř celá oblast východního Guš Ecion zahrnuta do projektu bezpečnostní bariéry.

## Demografie
Obyvatelstvo obce Pnej Kedem je v databázi Yesha popisováno jako smíšené, tedy složené ze sekulárních i nábožensky založených Izraelců. Přesné údaje o počtu obyvatel nejsou k dispozici, protože obec je formálně považována za pouhou součást vesnice Mecad. Databáze Yesha zde uvádí 30 obyvatel, organizace Peace Now 48.